# Jacob Leupold

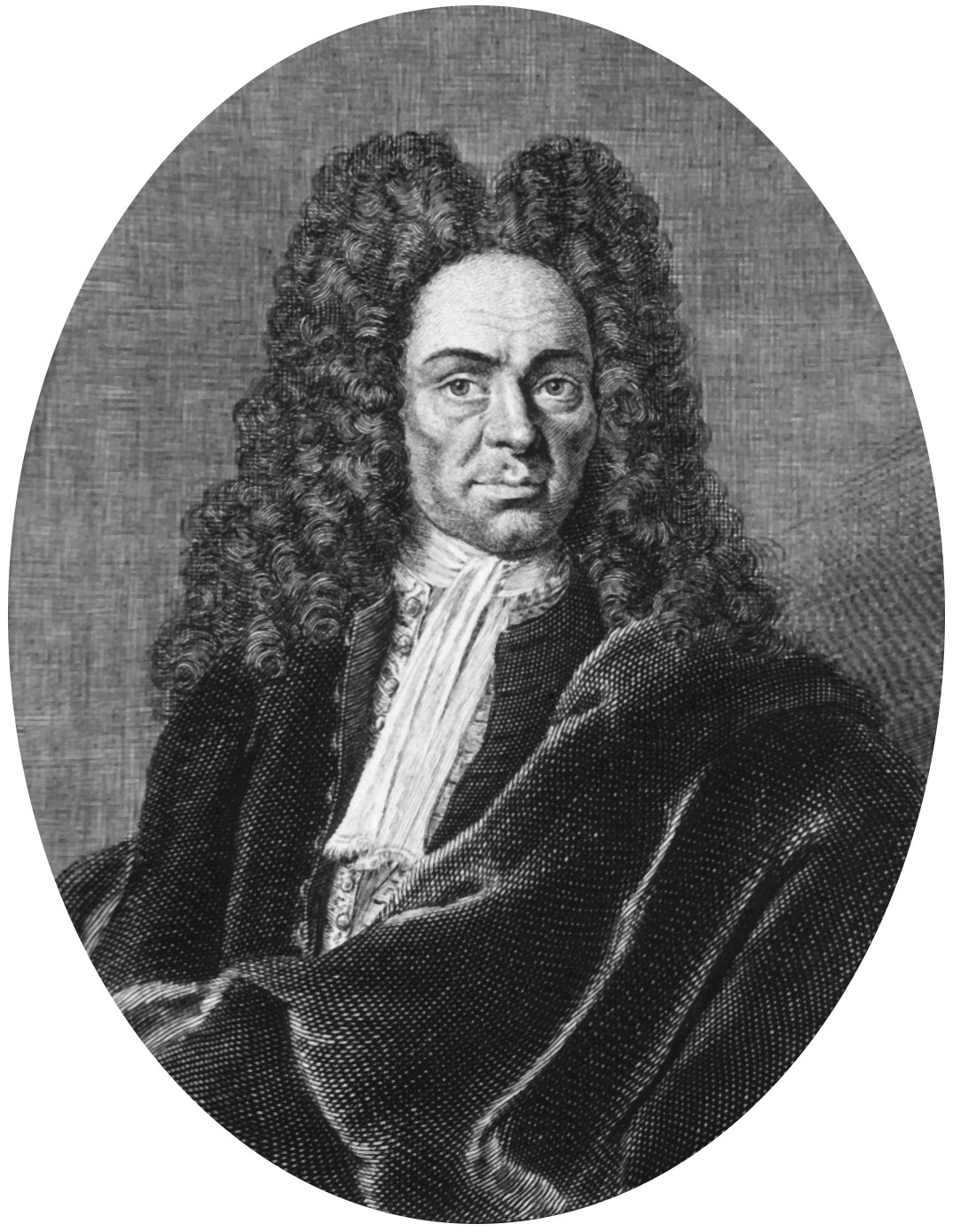
Jacob Leupold.

Jacob Leupold, född den 22 juli 1674 i Planitz, död den 12 januari 1727 i Leipzig, var en tysk fysiker, matematiker och ingenjör. 
Leupold var främst intresserad av maskinteknik. Han skrev Theatrum Machinarum Generale, en viktig bok om maskinkonstruktion.